# Cholesbury-cum-St Leonards
Cholesbury-cum-St Leonards est une paroisse civile du Buckinghamshire, en Angleterre.